# Malacoraja spinacidermis
Malacoraja spinacidermis és una espècie de peix de la família dels raids i de l'ordre dels raïformes.

## Morfologia
- Els mascles poden assolir 70 cm de longitud total.[4][5]

## Reproducció
És ovípar i les femelles ponen càpsules d'ous, les quals presenten com unes banyes a la closca.

## Alimentació
Menja crustacis.

## Hàbitat
És un peix marí i d'aigües profundes (65°N-34°S) que viu entre 450-1.568 m de fondària.

## Distribució geogràfica
Es troba a l'oceà Atlàntic: el Canadà, les illes Fèroe, Islàndia, Mauritània, Namíbia i Sud-àfrica.

## Costums
És bentònic.

## Observacions
És inofensiu per als humans.